# Peugeot Typ 13
Der Peugeot Typ 13 ist ein frühes Automodell des französischen Automobilherstellers Peugeot, von dem von 1895 bis 1896 im Werk Valentigney fünf Exemplare produziert wurden.
Die Fahrzeuge besaßen einen Zweizylinder-Viertaktmotor nach Lizenz Daimler, der im Heck angeordnet war und über Ketten die Hinterräder antrieb. Der Motor leistete aus 1645 cm³ Hubraum 3,75 PS.
Bei einem Radstand von 155 cm und einer Spurbreite von 120 cm vorne bzw. 132 cm hinten betrug die Fahrzeuglänge 275 cm, die Fahrzeugbreite 160 cm und die Fahrzeughöhe 240 cm. Die Karosserieform Lieferwagen bot Platz für zwei Personen. Eines der fünf Fahrzeuge war ein Phaeton mit Baldachin.